# Fjodor Fjodorowitsch Busse
Fjodor Fjodorowitsch Busse, auch Theodor Friedrichowitsch, (russisch Фёдор Фёдорович Буссе; * 23. Novemberjul. / 5. Dezember 1838greg. in St. Petersburg; † 28. Dezember 1896jul. / 9. Januar 1897greg. ebenda) war ein russischer Geograph.

## Leben
Busse, Sohn des Mathematikers und Direktors des 3. St. Petersburger Gymnasiums Fjodor Iwanowitsch Busse, besuchte das 3. St. Petersburger Gymnasium mit Abschluss 1855 und studierte dann an der Universität St. Petersburg in der Physikalisch-Mathematischen-Fakultät. Nach dem zweiten Jahreskurs wechselte er in die Fakultät der Naturwissenschaften. 1859 wurde die Universität wegen Studentenunruhen auf unbestimmte Zeit geschlossen.
Busse wurde auf Empfehlung seines Vetters Nikolai Busse, Militärgouverneur des Amur-Bezirks, nach Fernost geschickt und 1862 als Beamter für besondere Aufträge in der Hauptverwaltung Ostsibiriens in Irkutsk eingestellt. Er bearbeitete Fragen der Ansiedlung und kontrollierte  den Aufbau neuer Siedlungen in der Süd-Ussuri-Region. Nach dem Tod seines Vetters 1866 ging er nach Nikolajewsk am Amur, wo er in der Verwaltung der 1856 gebildeten Küstenprovinz Primorskaja Oblast die Ansiedlung der in die Primoskaja Oblast kommenden Menschen organisierte.

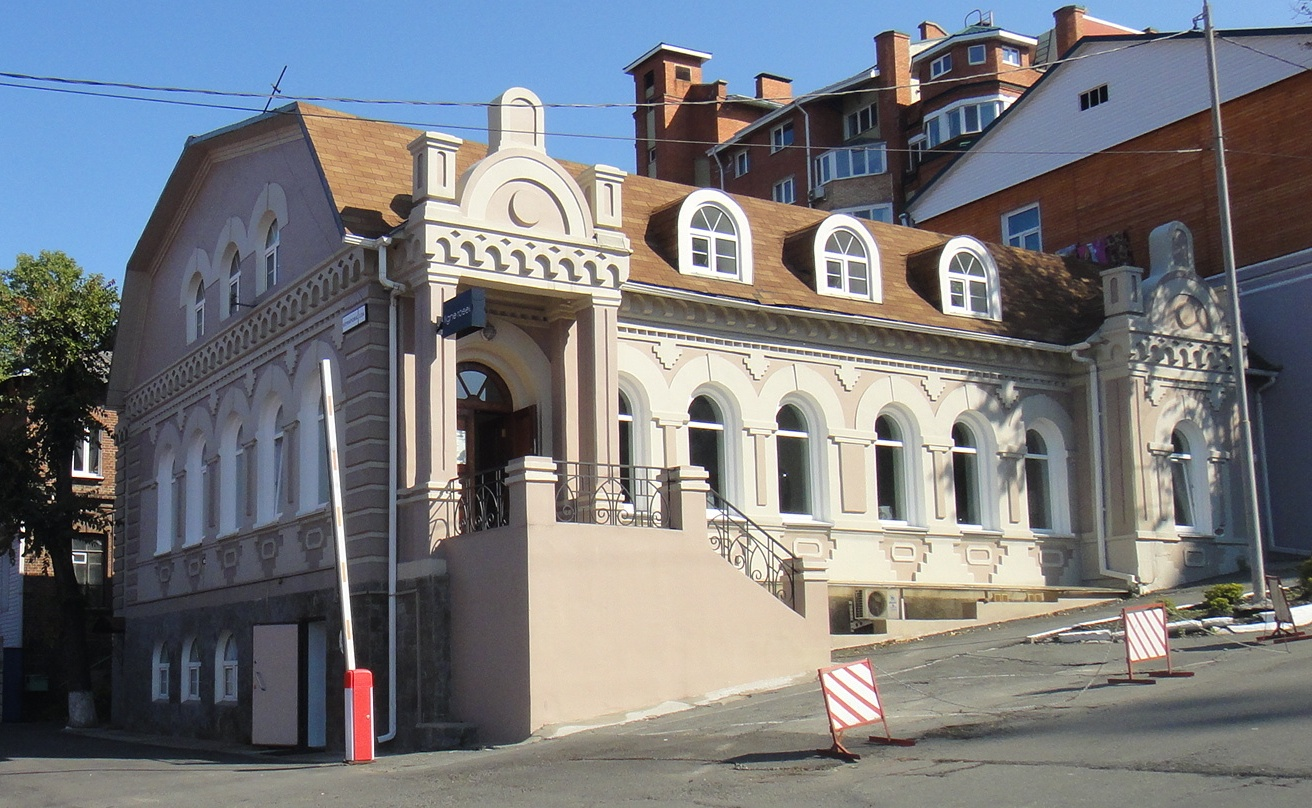
Busse-Haus, Wladiwostok, Uliza Praporschtschika Komarowa 23

1882 wurde Busse Leiter der Ansiedlungsverwaltung der Süd-Ussuri-Region in Wladiwostok. Er wohnte und arbeitete in einem Haus des Unternehmers Michail Scheweljow. Busse kannte keine festen Bürozeiten. Er hörte sich jederzeit die Klagen und Wünsche der angesiedelten Bauern geduldig an und kümmerte sich um ihre Probleme. 1884 gründete er mit Woldemar-Karl von Wittenburg und anderen in Wladiwostok die Gesellschaft zur Erforschung der Amur-Region (OIAK) und wurde ihr Vorsitzender. Diese Gesellschaft war die erste wissenschaftliche Gesellschaft in Fernost und ist immer noch aktiv. Er beteiligte sich an vielen archäologischen Expeditionen und erforschte die Becken der Ilistaja, Arsenjewka, des Ussuri und den Brat-Berg an der Küste bei Nachodka. Er führte zahlreiche Studien durch, so auch über die Ansiedlung von Bauern in der Süd-Ussuri-Region, über die Süd-Ussuri-Region in der Mandschurei (in deutscher Sprache) und über die Bedingungen für Landwirtschaft in  der Amur-Region.
1893 schied Busse aus Gesundheitsgründen aus dem Staatsdienst aus. Auf einem Schiff der Russischen Freiwilligen Flotte verließ er im September 1894 Wladiwostok und kehrte nach St. Petersburg zurück. Seine Bibliothek mit über 400 Büchern, Broschüren und Zeitungsbände der Jahre 1893–1895 vermachte er der OIAK.
Busse starb am 9. Januar 1897 in St. Petersburg. Der Beschluss der Kaiserlichen Russischen Geographischen Gesellschaft zur Verleihung der Konstantin-Goldmedaille für sein Werk über die Ansiedlung von Bauern in der Süd-Ussuri-Region erfolgte erst kurz nach Busses Tod, sodass die Goldmedaille seiner Schwester Natalija Fjodorowna Busse überreicht wurde.
Der Innenminister Iwan Goremykin genehmigte 1899 den Busse-Preis der OIAK, der alle drei Jahre russischen Forschern möglichst aus der Amur-Region, die keine andere Forschungsunterstützung erhielten, für die jeweils beste Forschungsarbeit über die Amur-Region verliehen werden sollte. Das Preisgeld von 300 Rubel waren die Zinsen aus einem Kapital aus dem Nachlass Busses. Der erste Preisträger war 1907 Ferdynand Antoni Ossendowski mit seiner Untersuchung fossiler Kohle in Fernost. 1911 erhielt den Preis Pawel Wittenburg für die Untersuchung der Murawjow-Amurski-Halbinsel. Während des Russischen Bürgerkriegs nach der Oktoberrevolution ging das Preiskapital verloren. Der Preis wurde 1954 von der Geographischen Gesellschaft der UdSSR mit neuen Bestimmungen wieder eingerichtet. Der dritte Preisträger 1956 war der Regisseur des Swerdlowsker Kinostudios Alexander Litwinow, der Dokumentarfilme über Völker in Fernost erstellt hatte. Bis 2014 gab es 12 weitere Preisträger, darunter Alexei Okladnikow (1959) und
Alexander Artemjew (2010 postum).
Nach Busse wurden ein Hügel auf der Murawjow-Amurski-Halbinsel am Rand Wladiwostoks und das Dorf Bussewka (1897) im Rajon Spassk-Dalni benannt.